# Дністер (готель, Львів)
«Дні́стер» — чотиризірковий готель у Львові (повна назва — Туристично-готельний комплекс «Дністер»), розташований поряд з найстарішим міським парком України — парком імені Івана Франка, неподалік від історичного центру міста, на вулиці Матейка, 6.
Належить росіянці Наталії Селівановій, що отримала паспорт Франції, цивільній дружині російського кримінального авторитета Михайла Воєводіна, члена «Лужниківської групи».

## Історія
Наприкінці XIX століття на цій ділянці розташовувались павільйони, де художники Ян Стика та Войцех Коссак із помічниками малювали фрагменти Рацлавицької панорами, які згодом вмонтували у спеціально збудованому павільйоні-ротонді Стрийського парку на загальній крайовій виставці, що проходила у Львові 1894 року. У 1950-х-1960-х роках розташовувався спортмайданчик з тенісними кортами профтехучилища № 12.
У 1982-1983 роках на місці спортмайданчику, за проектом архітекторів Анатолія Консулова, Людмили Нівіною та Ярослава Мастила у стилі радянського модернізму, споруджена будівля готелю «Дністер». Одночасно із відкриттям готель увійшов у підпорядкування Львівському об'єднанню державного комітету з туризму СРСР. Готелю «Дністер» присвоїли розряд «Вищий-Б», що за міжнародними стандартами відповідало тризірковому готелю. У 1992 році готель вийшов з об'єднання, набув статусу самостійної юридичної особи й отримав назву «Туристично-готельний комплекс „Дністер“». Відповідно до указу Президента України «Про корпоратизацію підприємств» № 210/93 від 14 червня 1993 р., державне підприємство «Туристично-готельний комплекс „Дністер“» 18 липня 1994 року перетворено у відкрите акціонерне товариство. У вересні 1999 року згідно з Сертифікатом відповідності ВА № 135455 Держстандарту України ВАТ ТГК «Дністер» присвоєно категорію «4 зірки».
Нещодавно номери готелю було повністю відреставровано: нині це зовсім новий інтер'єр, в якому поєднались модернізм та класика, продумана система освітлення та клімат-контролю.
Готель належить росіянці Наталії Селівановій, її цивільний чяоловік, російський кримінальний авторитет Михайло Воєводін з жовтня 2022 року перебуває під українськими санкціями, будівлю готелю було заарештовано в рамках кримінального провадження із забороною відчуження, але не користування.

### Почесні гості готелю
Упродовж VI зустрічі Президентів країн Центральної Європи, що відбувався 14–15 травня 1999 року, в готелі «Дністер» гостювали президент Австрії Томас Клестіль, президент Болгарії Петар Стоянов, президент Німеччини Роман Герцог, президент Польщі Александр Квасневський, президент Румунії Еміль Константінеску, президент Словенії Мілан Кучан, президент Угорщини Арпад Генц, президент України Леонід Кучма, президент Чехії Вацлав Гавел.
19-21 листопада 1997 року в готелі «Дністер» проживала перша леді США Гілларі Клінтон разом з численною делегацією, що супроводжувала її під час офіційного візиту до Львова. Біля нещодавно відкритого пам'ятника жертвам комуністичних злочинів 20 листопада відбулася зустріч Гілларі Клінтон з львів'янами.
Під час відвідин Львова в рамках візиту понтифіка Івана Павла II в Україну, протягом 25–27 червня 2001 року в готелі «Дністер» зупинялись кардинали Папської свити, зокрема Державний секретар Ватикану кардинал Анджело Содано, префект Конгрегації Східних Церков кардинал Ігнатій Мусса I Дауд, президент Папської ради у справах підтримки єдності християн кардинал Вальтер Каспер, почесний президент радіо Ватикану кардинал Роберто Туччі та інші.